# Luka Peruzović
Luka Peruzović (26 de febrer de 1952) és un exfutbolista croat de la dècada de 1970. Té la nacionalitat belga.
Fou 17 cops internacional amb la selecció iugoslava, amb la qual disputà el Mundial de futbol de 1974.
Pel que fa a clubs, defensà els colors de Hajduk Split i Anderlecht.
Com a entrenador ha destacat a Standard Liège, Charleroi i RSC Anderlecht i el club qatarià Al Sadd, i CS Sfax a Tunísia.